# Episodi di E vissero infelici per sempre (prima stagione)
La prima stagione della serie televisiva E vissero infelici per sempre è stata trasmessa in anteprima negli Stati Uniti d'America da The WB tra l'11 gennaio 1995 e il 17 maggio 1995.
| nº | Titolo originale                          | Titolo italiano | Prima TV USA     | Prima TV Italia |
| -- | ----------------------------------------- | --------------- | ---------------- | --------------- |
| 1  | Pilot                                     |                 | 11 gennaio 1995  |                 |
| 2  | Gift of the Magnovox                      |                 | 18 gennaio 1995  |                 |
| 3  | Jack's First Date                         |                 | 25 gennaio 1995  |                 |
| 4  | The Bigger They Are, the Harder They Fall |                 | 1º febbraio 1995 |                 |
| 5  | Jack the Ripper                           |                 | 8 febbraio 1995  |                 |
| 6  | Run                                       |                 | 15 febbraio 1995 |                 |
| 7  | The Descent of Man                        |                 | 22 febbraio 1995 |                 |
| 8  | Boxing Mr. Floppy                         |                 | 1º marzo 1995    |                 |
| 9  | Don Juan De Van Nuys                      |                 | 15 marzo 1995    |                 |
| 10 | Mistress Jennie                           |                 | 22 marzo 1995    |                 |
| 11 | Daddy's Little Girl                       |                 | 3 maggio 1995    |                 |
| 12 | The Great Depression                      |                 | 10 maggio 1995   |                 |
| 13 | Hoop Dreams                               |                 | 17 maggio 1995   |                 |